# Eugenio Torre
Eugenio "Eugene" Torre y Oliveros (nacido el 4 de noviembre de 1951) es un jugador de ajedrez filipino. En 1974, a los 22 años, se convirtió en el primer asiático en calificar para el título de Gran Maestro al ganar la medalla de plata en la 21ª Olimpiada de Ajedrez en Niza, Francia. Es considerado el jugador de ajedrez más fuerte que produjo Filipinas durante las décadas de 1980 y 1990, y jugó para Filipinas en el tablero 1 en diecisiete Olimpíadas de Ajedrez.
En un torneo en Manila en 1976, Torre fue entonces el único en vencer al entonces campeón mundial Anatoli Karpov en una partida que se ha convertido en parte de la historia del ajedrez filipino. En 1982 clasificó al torneo de Candidatos al campeonato mundial de ajedrez, donde perdió ante Zoltan Ribli. Fue el segundo de Bobby Fischer en el encuentro de 1992 contra Boris Spassky en Yugoslavia.
Actualmente juega para las Torres Rizal de la Asociación Profesional de Ajedrez de Filipinas.

## Carrera ajedrecística

### 1969-1973
Eugene Torre participó en las ediciones 1969 (10°) y 1971 (11°) del Campeonato Mundial Juvenil de Ajedrez, un torneo de ajedrez sub-20 (los jugadores deben tener menos de 20 años el 1 de enero en el año de la competencia) organizado por la FIDE. Fue una creación de William Ritson-Morry, quien organizó el evento inaugural en 1951 en Birmingham, Inglaterra.
En la edición de 1969 celebrada en Estocolmo, Suecia, en agosto, treinta y ocho jugadores jugaron en seis secciones preliminares, y los dos primeros en cada una avanzaron a la Final A. Entre los que no se clasificaron para la Final A se encontraba Eugenio Torre, que ganó la Final B el 11 de septiembre, incluida una racha ganadora de 4 juegos en las rondas 8-11. En la edición de 1971 celebrada en Atenas, Grecia, en julio-agosto, Torre finalizó cuarto por sistema de desempate Sonneborn Berger (SB) con 6½ puntos de 11 posobles.
En 1972, Torre ganó el Campeonato Zonal Asiático y se convirtió en Maestro Internacional (MI), convirtiéndose en el tercer MI de Filipinas después del MI Rodolfo Tan Cardoso, quien ganó su título luego de ganar la medalla de plata en la Olimpiada de Ajedrez de 1956 y el MI Renato Naranja, quien logró su título en 1969 cuando ganó el zonal asiático en Singapur.  En septiembre de 1972, se llevó a cabo un enfrentamiento Torre-Cardoso, pactado a seis partidas, para determinar el mejor jugador de Filipinas y el jugador en el primer tablero del equipo filipino en la Olimpiada de Skopje que se celebraría a finales de ese mes. Torre ganó tras cinco partidas, con marcador de 3.5-1.5 (2 victorias y 3 empates).
En 1972/1973, Torre empató en el 1.er lugar con el GM húngaro Levente Lengyel y el maestro internacional búlgaro Luben Popov, en la serie Reggio Emilia conocida como Torneo di Capodanno con una puntuación de 7/11.
En 1973, Torre participó en el torneo interzonal de Leningrado de 1973 donde terminó 13°-14° entre 18 jugadores, (+4-7=6, 7/17 puntos), pero obtuvo grandes victorias sobre Tal y Larsen.

### 1976–1991

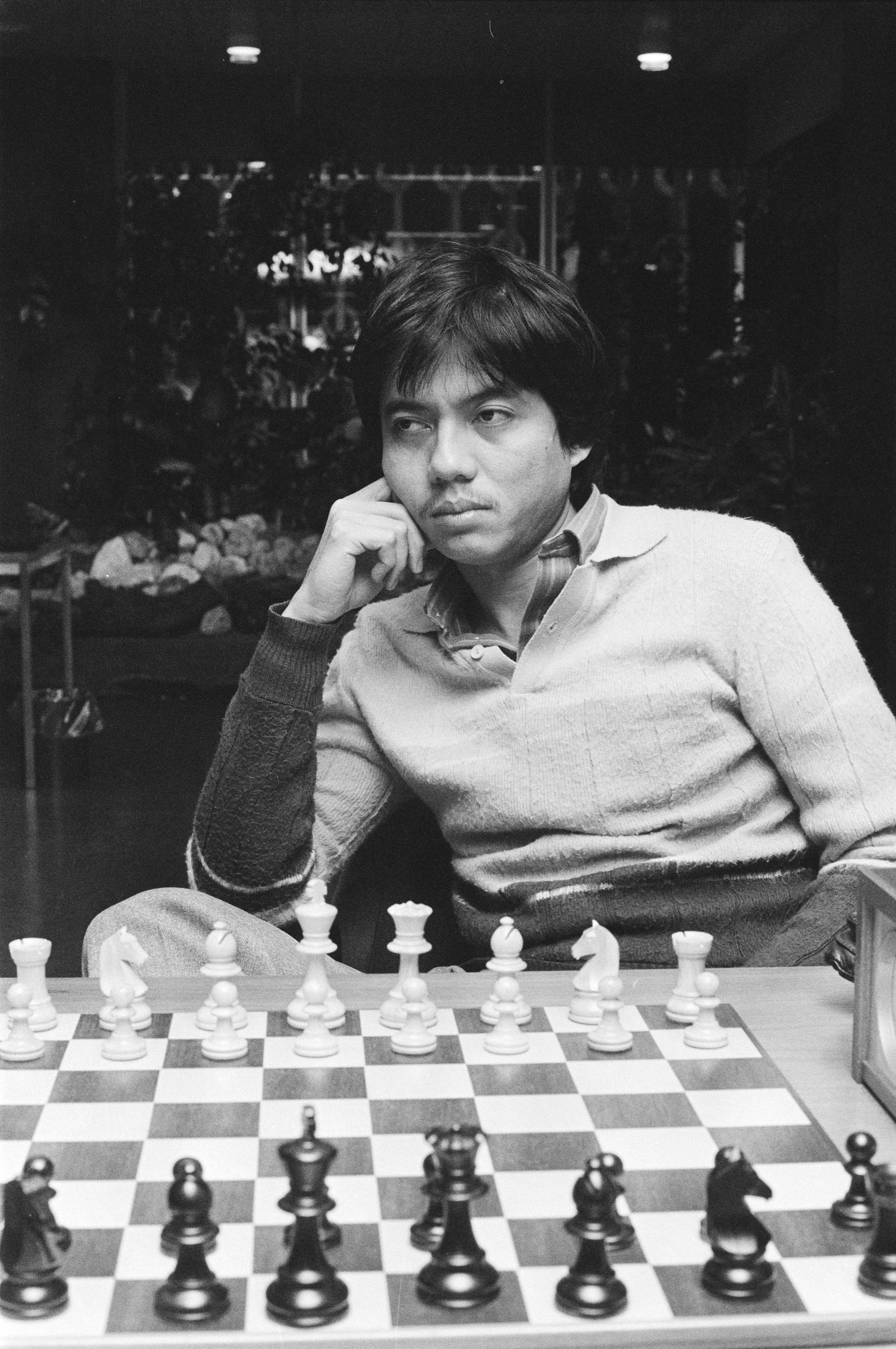
Torre en 1982

Torre saltó a la fama en 1976 como posible retador al título después de ganar el Marlboro-Loyola Kings Challenge, un fuerte torneo de cuatro jugadores a doble vuelta disputado en Manila, por delante del campeón mundial Anatoli Karpov, convirtiéndose así en el primer jugador en terminar por delante de Karpov en un torneo desde que este último se convirtió en campeón mundial. La calificación promedio de los jugadores calificó el torneo como un evento de categoría XV.
|   |            | Elo  | 1   | 2   | 3   | 4   | Total |
| - | ---------- | ---- | --- | --- | --- | --- | ----- |
| 1 | Torre      | 2505 | –   | 1 ½ | ½ 1 | 1 ½ | 4½    |
| 2 | Karpov     | 2695 | 0 ½ | –   | 1 ½ | ½ ½ | 3     |
| 3 | Ljubojević | 2620 | ½ 0 | 0 ½ | –   | ½ 1 | 2½    |
| 4 | Browne     | 2585 | 0 ½ | ½ ½ | ½ 0 | –   | 2     |

Más tarde, en el mismo año 1976, Torre encabezó el segundo Masters de Asia celebrado del 23 de agosto al 10 de septiembre en Yakarta, Indonesia. Torre obtuvo 12 puntos de 14 (+10-0=4).
En 1977, Torre (2550) terminó sexto lugar en el fuerte Torneo de Ginebra celebrado del 26 de marzo al 11 de abril de 1977 empatado con el GM Ludek Pachman, (7.0/13, +4-3=6) pero superado por desempate.
En el 1.er Torneo de Grandes Maestros de Computadoras de Burroughs celebrado del 5 al 19 de abril de 1978, Torre logró el segundo lugar con 8 puntos sobre 12 (+6-2=4) detrás del ganador Miguel Quinteros. Este torneo celebrado en Nueva Zelanda fue la segunda etapa del Circuito de Grandes Maestros de Asia que fue una creación del entonces vicepresidente de la FIDE, Florencio Campomanes de Filipinas, para ayudar a los jugadores asiáticos del área a ganar experiencia y normas de títulos.
En 1979, Torre encabezó el séptimo Marlboro Classic, un torneo de 14 jugadores celebrado en Manila en enero de 1979, terminando claro primero, un punto por delante del GM Fridrik Olafsson de Islandia y 2 puntos por delante del máximo favorito Josif Dorfman, con una puntuación de 10/13.  También en 1979, Torre empató en el primer lugar de la 1ª etapa del 2º Circuito Asiático de GMs celebrada en Yakarta del 26 de mayo al 6 de junio junto a Dorfman y el GM Yuri Averbakh, todos con 6.5/11 (+5,-2=3).
El punto culminante de su carrera llegó a principios de la década de 1980 cuando ocupó el puesto número 17 del mundo; pasó con éxito a clasificarse como candidato para el campeonato mundial después de empatar en el primer lugar con Lajos Portisch en el interzonal de Toluca de 1982, convirtiéndose así en el primer asiático en clasificarse al torneo de Candidatos. Al clasificarse, la hazaña de Torre fue considerada "una reivindicación del sistema democrático de clasificación mundial de la FIDE".  En ese momento, Torre era visto como un serio rival para los grandes maestros soviéticos en los encuentros de Candidatos de 1984 considerando su récord en enfrentamientos con algunos de los mejores GM soviéticos en ese momento: 2.5-1.5 contra Tal, 2–2 frente a Tigran Petrosian, 1.5-2.5 contra Vassili Smyslov y 3.5–5.5 contra Karpov.
Torre terminó claramente segundo en el 56° Torneo Hastings Premier, un torneo de Categoría 10 (promedio ELO 2476) organizado por William Ritson-Morry que se llevó a cabo del 29 de diciembre de 1980 al 15 de enero de 1981, con una puntuación de 10/15 solo medio punto por detrás del ganador Ulf Andersson. Torre ganó su último juego para obtener el segundo lugar indiviso con gran estilo con un sacrificio de dama, mientras que el GM Anatoli Lein, aunque tenía las piezas blancas, eligió jugar para un empate rápido y sin sangre en 13 movimientos contra Andersson para asegurar su premio. En virtud de este sacrificio en su último juego contra el MI John A. Peters, Torre ganó el premio a la brillantez en la última ronda.
Torre tiene la distinción de ser el primer jugador asiático en ganar el título de Gran Maestro Internacional. Se clasificó para los encuentros de candidatos para el Campeonato del Mundo de 1984. Torre fue eliminado cuando perdió su partido contra Zoltán Ribli por una puntuación de 6-4.
En mayo de 1984, Torre participó en el torneo internacional de Bugojno, terminando tercero con 7.5/13 puntos (+4-2=7).
En 1984, Torre fue seleccionado para jugar en la segunda competencia de la URSS contra el resto del mundo, celebrado en Londres, Inglaterra. Torre tuvo una calificación Elo de 2565 para este torneo donde contribuyó con 2 puntos en 3 juegos, todos contra Andrei Sokolov, ganando 2 y perdiendo una vez terminando con un rendimiento de 2620.
Torre terminó empatado en el tercer lugar en el Torneo SWIFT de Bruselas de 1986, un evento de Categoría 13 celebrado en abril de 1986, junto a Timman y Miles (6.5/11, +3-1=7).
En el Torneo de Biel de 1988 celebrado en julio, Torre empató en el tercer lugar junto con el GM Vladimir Tukmakov con una puntuación de 6.5/11, solo medio punto detrás de los primeros clasificados del torneo GM Boris Gulko y GM Ivan Sokolov.  También en 1988 se llevó a cabo en Manila un partido de seis partidos entre Nigel Short y Eugenio Torre, con empate 3-3 (+1-1=4).
En 1991, Torre ganó el Pan Pacific Grandmaster Tournament, con una puntuación de 8/11 (+5-0=6).

### 2020–presente
A finales de 2020, Torre se unió a la Asociación de Ajedrez Profesional de Filipinas, la primera liga de ajedrez nacional profesional en Filipinas. Fue reclutado en las Rizal Towers como la primera selección de la liga en su draft inaugural.

## Interzonales
Torre participó en 7 Interzonales de la FIDE donde: 
- empatado en los lugares 13º-14º en Leningrado 1973 con Wolfgang Uhlmann terminando con 4 victorias, 6 empates y 7 derrotas (7/17) donde finalmente terminó en el 14º lugar;[26]
- 16º lugar en Manila 1976 donde tuvo 4 victorias, 6 empates y 9 derrotas (7/19);[27]
- compartió el séptimo lugar con Gyula Sax y Yuri Balashov en Río de Janeiro 1979, donde registró 6 victorias, 6 empates y 5 derrotas (17/9) donde finalmente terminó en el octavo lugar;[28]
- empatado en el primer lugar en Toluca 1982 (8.5/13. +5-1=7) clasificándose así para los encuentros de Candidatos de 1984;[15]
- empatado en el cuarto lugar en Biel 1985 con Nigel Short y John van der Wiel, lo que requirió un desempate entre los 3 jugadores donde Short finalmente avanzó con Torre terminando en el sexto lugar (10.5/17, +7-3=7);[29]
- séptimo lugar en Zagreb 1987, donde registró 6 victorias, 6 empates y 4 derrotas (9/16), incluida una gran victoria sobre el eventual ganador Viktor Korchnoi en la ronda 13[30]
- 33° en Manila 1990, con 6.5/13 puntos.[31]

## Olimpiadas, campeonatos por equipos y juegos asiáticos

### Olimpíadas
Torre disputó 22 olimpiadas de ajedrez con el equipo de Filipinas entre 1970 y 2014, siendo la de 2008 la única en la que no tomó parte en ese periodo. Obtuvo en total una medalla de plata en 1974 en el primer tablero, y tres medallas de bronce (1980, 1986 y 2016).

### Campeonato Asiático de Ajedrez por Equipos
Torre disputó seis campeonatos asiáticos por equipos (1977, 1979, 1981, 1983, 1986, 1993), ganando cuatro medallas de oro y una de bronce, jugando siempre en el primer tablero y anotando 35½ puntos en 43 partidas (+29-1=13), con un porcentaje del 82.6%.

### Campeonatos de ajedrez de ciudades asiáticas
En 2002 y 2004, Torre lideró el equipo de Filipinas en las ediciones 13 y 14 del campeonato asiático de ajedrez por ciudades, anotando 10½ puntos en 17 partidas (+7-3=7).

### Juegos Asiáticos
En los 16º Juegos Asiáticos, Torre ayudó a Filipinas a terminar segundo detrás de China, venciendo al equipo indio en las semifinales para asegurar la medalla de plata. Jugó 8 partidos como reserva anotando 5½ puntos (+4-1=3) para un porcentaje del 68,8% y un TPR de 2470.

### Campeonatos mundiales de ajedrez estudiantil por equipos
Torre también jugó en el tercer tablero en el Campeonato Mundial de Ajedrez por Equipos de Estudiantes en 1969, aunque perdió su única partida en dicho torneo contra William Roland Hartston.

### Carrera posterior

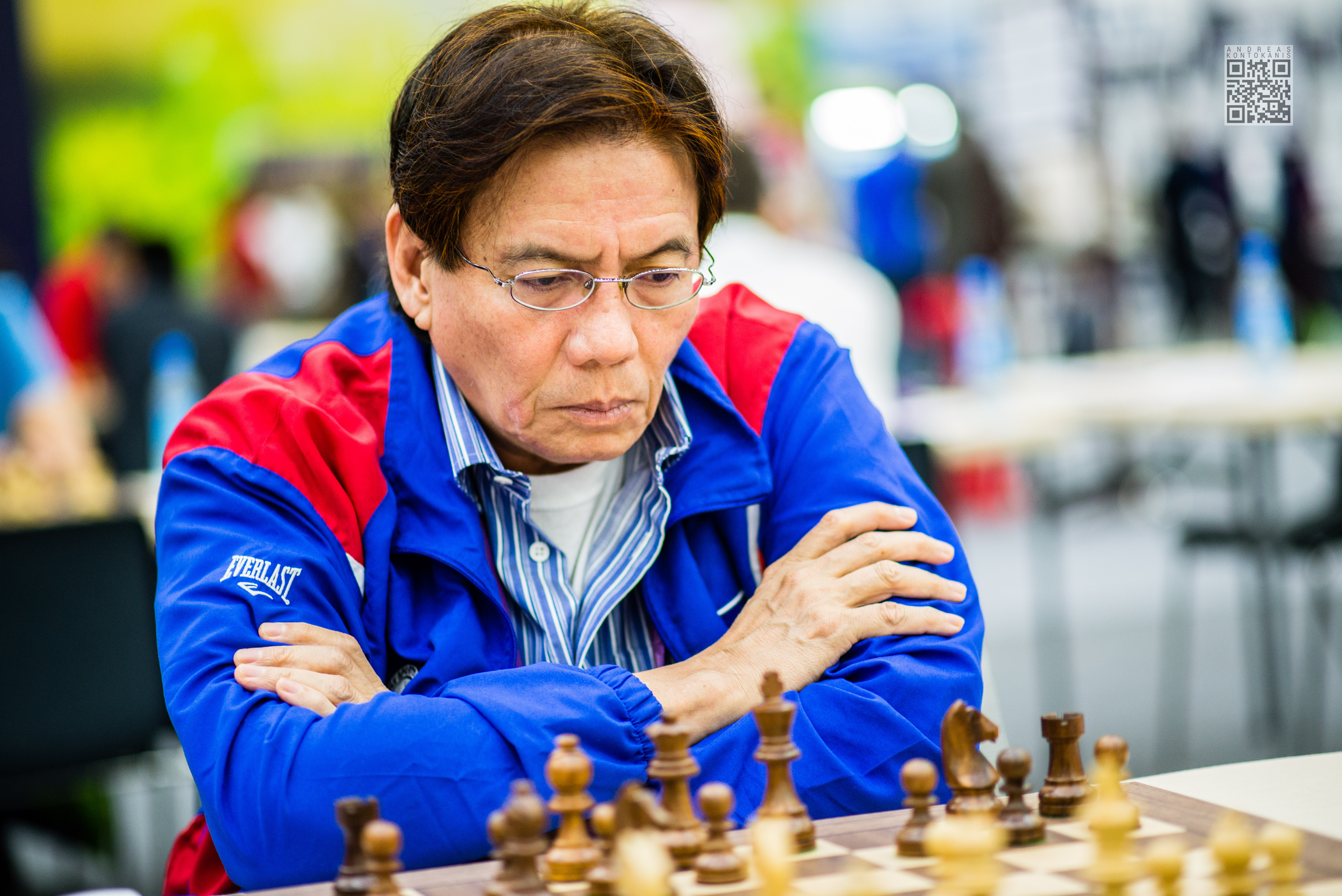
Torre en 2016

En 2003, Torre ganó el 15º Abierto de Leuven, Bélgica, celebrado del 7 al 11 de noviembre de 2003, que atrajo a 112 participantes. Terminó con un récord invicto de 8.0 / 9 con un sobresaliente 2618 TPR en comparación con su Elo entonces de 2508.
En 2006, Torre participó en el segundo Abierto Internacional de San Marino, donde empató del cuarto al undécimo lugar con 6½ puntos en nueve rondas, donde finalmente se ubicó séptimo después de los desempates convirtiéndose en el filipino mejor clasificado del torneo. Tenía un índice de rendimiento de 2612 y ganó 1.000 € por su séptimo puesto.
En 2010, Torre compitió en el 3er Clásico Internacional de Ajedrez de Calgary celebrado en Alberta, Canadá, donde mostró su forma clásica al terminar empatado del segundo al cuarto lugar con cuatro victorias, cuatro empates y una derrota solitaria contra el ganador GM Victor Mikhalevski, el principal favorito del torneo con un índice de Elo de 2614. Torre tuvo un índice de Elo de 2506 durante dicho torneo.
En junio de 2014, Torre ganó el prestigioso Campeonato Nacional de Ajedrez - Batalla de GM que se llevó a cabo en el salón de actos de la Comisión de Deportes de Filipinas en Vito Cruz, Manila. Al hacerlo, Torre se convirtió en el ajedrecista filipino de mayor edad en ganar un campeonato nacional a la edad de 62 años al anotar 23 puntos bajo el sistema Pichay-Torre o 4½ puntos bajo el sistema estándar. Ganó el título vía desempate sobre su compañero el GM John Paul Gómez. El torneo también sirvió como torneo de clasificación para la Olimpiada de 2014 que se celebrará en Tromso, Noruega en agosto. Esta es la 22a aparición récord de Torre en la Olimpiada.
En 2016, Torre formó parte del segundo grupo de miembros del Salón de la Fama del Deporte de Filipinas citados por la Comisión de Deportes de Filipinas. En la 42ª Olimpiada de Ajedrez celebrada en Bakú, Azerbaiyán, obtuvo 10/11 puntos, con un índice de rendimiento de 2836, gracias a lo cual ganó la medalla de bronce individual en el tercer tablero.
En 2017, Torre fue invitado al prestigioso Reykjavik Open en virtud de su sólida actuación en la Olimpiada de 2016. Se comportó bien en este torneo (ganado por Anish Giri), anotando 7 de 10 (7 victorias 3 derrotas) y empatando del 11 al 29º lugar y finalmente se conformó con el 13º después de los desempates.

### Campeonatos de veteranos
En octubre de 2017, Torre ganó la octava edición del Campeonato Asiático de Ajedrez Senior, celebrado en Auckland, Nueva Zelanda, en la categoría 65+, anotando 9/9 puntos, a 2,5 puntos de los segundos clasificados Ewen Green y su compatriota filipino Edmundo Legaspi.
En virtud de esta victoria, representó a Filipinas en el 27° Campeonato Mundial Senior de Ajedrez 2017 Open 65+, donde empató del segundo al décimo lugar y finalmente quedó séptimo después de aplicar los desempates de Buchholz con una puntuación de 8.0/11 (+7 =2 -1).
Un año después, en 2018, retuvo su título al ganar la novena edición del Campeonato Asiático de Ajedrez Senior en la misma categoría en Tagaytay, Filipinas, donde su compañero MI filipino Chito Garma ganó la categoría 50+.

## Partidas notables
En el torneo en Manila de 1976, Torre venció al entonces campeón mundial Anatoly Karpov en un juego que se ha convertido en parte de la historia del ajedrez filipino: 
Karpov vs. Torre, Defensa Siciliana, Ataque Richter-Rauzer (ECO B67)
1.e4 c5 2.Cf3 Cc6 3.d4 cxd4 4.Cxd4 Cf6 5.Cc3 d6 6.Ag5 e6 7.Dd2 a6 8.0-0-0 Ad7 9.f4 b5 10.De1 Cxd4 11.Txd4 Db6 12.Td2 Ae7 13.Ad3 b4 14.Cd1 Ab5 15.Cf2 h6 16.Ah4 g5 17.fxg5 hxg5 18.Ag3?! (18.Ag5 Da5! 19.Axb5! axb5 20.Td3 Tg8 21.h4 Dxa2 22.Db4 Dc4=/∞ Ostojić) Ch5 19.Cg4 Cxg3 20.hxg3 Txh1 21.Dxh1 Tc8 22.Rb1 Axd3 23.cxd3 Dd4!−/+ 24.Dd1 a5 25.Ch2 g4 26.Cxg4 Ag5 27.Tc2 Txc2 28.Rxc2 a4 29.a3 b3+ 30.Rb1 d5 31.exd5 Dxd5 32.Cf2 Dxg2 33.Ce4 Ae3 34.Cc3 Dc6 35.d4 Dc4 36.d5 e5 37.Dh1 Dd3+ 38.Ra1 Ad4 39.Dh8+ Rd7 40.Da8 Df1+ 41.Cb1 Dc4 42.Db7+ Rd6 43.Db8+ Rxd5 44.Dd8+ Re6 45.De8+ Rf5 46.Dd7+ Rg6 47.Dg4+ Rf6 48.Cc3 Df1+ 0–1